# Мияко, Харуми
Харуми Мияко (яп. 都 はるみ), при рождении Харуми Китамура (яп. 北村 春美, род. 22 февраля 1948 года в Киото) — японская певица жанра энка, регулярная участница престижного в Японии и других странах Восточной и Юго-Восточной Азии новогоднего вокального конкурса «Кохаку ута гассэн» (участвовала в основной программе 29 из 67 выпусков), также снялась как исполнительница в нескольких фильмах.

## Биография и карьера
Харуми Китамура родилась в Киотском районе Нисидзин. С 5-6-летнего возраста училась балету и японскому танцу.
В 1960-х годах завершала своё среднее образование в старшей школе Ракуё-сого. Выиграв в 15-летнем возрасте всеяпонский чемпионат по караоке, организованный звукозаписывающей компанией Nippon Columbia, решила стать профессиональной певицей, после чего покинула школу, не дожидаясь выпуска.
Начала работать на эстраде и записываться в 1964 году, подписав контракт с Nippon Columbia. Выбирая для  юной певицы сценическую фамилию, компания исходно предлагала ей назваться Харуми Кё (京はるみ, по родному городу Киото, 京都), но так как одна из исполнительниц другого лейбла уже использовала такое имя, было в качестве псевдонима было взято кунъёми-чтение второго кандзи названия города (都, «столица»), «мияко».
Дебютной песней и синглом исполнительницы стала Komaru no koto yo (прибл. «Мои проблемы»). В том же году она записывает Tere chau wataridori и Anko Tsubaki wa koi no hana («Цветок любви Цубаки Анко»), последняя из которых оказывается столь популярной, что приносит юной исполнительнице премию за лучший дебют Japan Record Awards, а впоследствии становится одним из её «миллионных» бестселлеров.
За следующий 1965 год Харуми Мияко записывает не менее 9 синглов и свой первый альбом, а также впервые получает честь выступить на престижном новогоднем вокальном конкурсе «Кохаку ута гассэн» с песней Namida no renraku-sen («Паром слёз»), которая также впоследствии становится «миллионным» синглом с общими продажами около 1,55 млн копий. Впоследствии участвует в конкурсе ежегодно вплоть до 1984 года.
В 1973 подписывает контракт с букинг-агентством Sun Music Group, с которым продолжает работать по настоящее время.
В 1984 году, в рассвете карьеры, записав к тому моменту более ста синглов (включая ещё минимум три сингла, удостоенные ряда премий, в том числе, ещё один «миллионник» Kita no Yadokara), решает закончить карьеру певицы, став «обычной женщиной». Несмотря на это решение, уже в 1987 году она частично возвращается в музыкальную индустрию, в новом качестве музыкального продюсера в жанре энки, «запустив», в частности, Сакуру Ямато и японскую карьеру кореянки Ким Ёнджа.
В 1989 году, под впечатлением от ранней смерти «королевы энки» Хибари Мисоры выразила намерение вернуться на эстраду, в конце того же года выступив на «Кохаку» со своим старым хитом Anko Tsubaki wa koi no hana и показав, что не утратила своё исполнительское искусство. C 1990 года возобновила концертную и релизную деятельность.
В 2005 году вклад певицы  в культуру страны был удостоен Премии искусств от Министерства образования, культуры, спорта, науки и технологий Японии, в 2010 — Медали Почёта с пурпурной лентой.
24 ноября 2015 года объявила об окончательном прекращении со следующего года персональной концертной деятельности.

## Участие в шоу «Кохаку ута гассэн»
В 1965—1997 ежегодно (с перерывом в 1985—1988 годах, на которые вообще покинула шоу-бизнес) выступала в основной программе престижного новогоднего вокального конкурса «Кохаку ута гассэн», честь участия в котором предоставляется наиболее популярным артистам Японии и соседних стран по приглашению комитета экспертов телекомпании NHK. В таблице ниже перечислены её выступления в конкурсе по годам, включая порядок выступления в команде, исполненные композиции и соперников из «белой» (мужской) команды..
| № участия | № и год выпуска «Кохаку» | № песни от «красной» команды в выпуске | Песня | Соперник         |
| --------- | ------------------------ | -------------------------------------- | --- | ---------------- |
| 1         | 16-й (1965)              | 02/25                                  | Namida no renrakusen (Паром слёз) слова Синъити Сэкидзавы, музыка Сосукэ Итикавы                                     | Хатиро Идзава    |
| 2         | 17-й (1966)              | 18/25                                  | Sayonara ressha (Последний поезд) слова Синъити Сэкидзавы, музыка Сосукэ Итикавы                                     | Акира Мита       |
| 3         | 18-й (1967)              | 21/23                                  | Hatsukoi no kawa (Река первой любви)                                                                                 | Сабуро Китадзима |
| 4         | 19-й (1968)              | 01/23                                  | Suki ni natta hito (прибл. Люди, которых я люблю) слова Тёэя Сиратори, музыка Сосукэ Итикавы                         | Акира Мита       |
| 5         | 20-й (1969)              | 22/23                                  | Harumi no sandogasa                                                                                                  | Сабуро Китадзима |
| 6         | 21-й (1970)              | 18/24                                  | Otoko ga horenakya on'na janai yo (прибл. Я не должна влюбляться в мужчин) слова Сатико Канай, музыка Сосукэ Итикавы | Акира Фусэ       |
| 7         | 22-й (1971)              | 20/25                                  | Minatomachi (прибл. Портовый город/квартал)                                                                          | Харуо Минами     |
| 8         | 23-й (1972)              | 19/23                                  | Onna no kaikyō おんなの海峡                                                                                          | Юкио Хаси        |
| 9         | 24-й (1973)              | 21/22                                  | Namida no renrakusen (повторно)                                                                                      | Хироси Мидзухара |
| 10        | 25-й (1974)              | 13/25                                  | Nigorie no machi (прибл. Город/квартал мутных потоков)                                                               | Тэцуя Ватари     |
| 11        | 26-й (1975)              | 22/24                                  | Kita no Yadokara (прибл. Из северной гостиницы) слова Ю Аку, музыка Асэя Кобаяси                                     | Сабуро Китадзима |
| 12        | 27-й (1976)              | 24/24                                  | Kita no Yadokara (повторно)                                                                                          | Хироси Ицуки     |
| 13        | 28-й (1977)              | 23/24                                  | Shiawase misaki (Мыс счастья)                                                                                        | Синъити Мори     |
| 14        | 29-й (1978)              | 23/24                                  | Nande onna ni… なんで女に…                                                                                           | Синъити Мори     |
| 15        | 30-й (1979)              | 22/23                                  | Sayonara kaikyō さよなら海峡                                                                                         | Сабуро Китадзима |
| 16        | 31-й (1980)              | 18/23                                  | Ōsaka shigure (прибл. Осакский дождик) слова Осаму Ёсиоки, музыка Сосукэ Итикавы                                     | Сабуро Китадзима |
| 17        | 32-й (1981)              | 20/22                                  | 浮草ぐらし | Синъити Мори     |
| 18        | 33-й (1982)              | 22/22                                  | Namida no renrakusen (повторно)                                                                                      | Синъити Мори     |
| 19        | 34-й (1983)              | 14/21                                  | 浪花恋しぐれ | Хидео Мурата     |
| 20        | 35-й (1984)              | 20/20                                  | 夫婦坂/Suki ni natta hito (повторно)                                                                                 | Синъити Мори     |
| 21        | 40-й (1989)              | 07/27                                  | Anko Tsubaki wa koi no hana (Цветок любви Цубаки Анко) слова Тэцуро Хосино, музыка Сосукэ Итикавы                    | Итиро Фудзияма   |
| 22        | 41-й (1990)              | 29/29                                  | 千年の古都 | Синъити Мори     |
| 23        | 42-й (1991)              | 10/28                                  | 王将一代 小春しぐれ                                                                                                  | Эйго Кавасима    |
| 24        | 43-й (1992)              | 24/28                                  | Tsukushinbo (букв. Полевой хвощ)                                                                                     | Синдзи Танимура  |
| 25        | 44-й (1993)              | 25/26                                  | Onna no kaikyō (повторно)                                                                                            | Синъити Мори     |
| 26        | 45-й (1994)              | 25/25                                  | Koto shōyō (прибл. Прогулка по древней столице) слова Таки Такаси, музыка Тэцуи Гэна                                 | Хироси Ицуки     |
| 27        | 46-й (1995)              | 24/25                                  | Kusamakura (прибл. Подушка из травы)                                                                                 | Синъити Мори     |
| 28        | 47-й (1996)              | 10/25                                  | Suki ni natta hito '96 (новая версия)                                                                                | Синъити Мори     |
| 29        | 48-й (1997)              | 22/25                                  | Kaikyō no yado 海峡の宿                                                                                              | Такаси Хосокава  |

## Избранные песни/синглы Харуми Мияко, их сертификации и премии певицы
В дискографии Харуми Мияко насчитывается не менее 156 синглов и 19 альбомов. Наиболее «заслуженными» из них являются следующие пять синглов, достигшие продаж в более чем миллион копий, часть из которых была также отмечена профессиональными премиями (опущены премии, не имеющие прямого отношения к певице, например, «за лучшие слова к песне»):
- 1964 — Anko Tsubaki wa koi no hana[яп.] (прибл. «Цветок любви Цубаки Анко»; слова Тэцуро Хосино[яп.], музыка Сосукэ Итикавы[яп.])

- Премия за лучший дебют 6-х Japan Record Awards

- 1965 — Namida no renraku-sen[яп.] (прибл. «Паром слёз»; слова Синъити Сэкидзавы[яп.], музыка Сосукэ Итикавы)

- Совокупные продажи — около 1,55 млн копий

- 1975 — Kita no Yadokara[англ.] (прибл. «Из северной гостиницы»; слова Ю Аку[англ.], музыка Асэя Кобаяси[англ.])

- Совокупные продажи — около 1,4 млн копий
- Гран-при 18-х Japan Record Awards
- Гран-при 7-х Japan Music Awards
- Гран-при 9-х Japan Cable Awards
- Гран-при 9-х 全日本有線放送大賞
- Гран-при 5-го Музыкального фестиваля FNS

- 1980 — Ōsaka shigure[яп.] (прибл. «Осакский дождик»; слова Осаму Ёсиоки[англ.], музыка Сосукэ Итикавы)

- Премия за лучшее исполнение 22-х Japan Record Awards

- 1983 — Naniwa koi shigure[яп.] (слова и музыка Таки Такаси[яп.] и Тиаки Оки[яп.])

- Большая золотая медаль 25-х Japan Record Awards
- Премия 15-х Japan Music Awards

В 1973 году Харуми Мияко также стала одной из исполнителей, удостоенной специальной премии в честь 15-летия Japan Record Awards, а её же 23-я церемония награждения (в 1981 году) имела особое посвящение певице и принесла ей ещё одну специальную премию за стойкую популярность у аудитории.

## Дополнительные ссылки
- sunmusic.org/profile/miyako_harumi.html — официальный сайт Харуми Мияко (яп.) на сайте Sun Music Group
- Профиль и дискография Харуми Мияко (яп.) на сайте Nippon Columbia
- Профиль Харуми Мияко (яп.) в базе Oricon
- Харуми Мияко на сайте Discogs
- Харуми Мияко (яп.) на сайте Japanese Movie Database
- Харуми Мияко (англ.) на сайте Internet Movie Database

Новости о Харуми Мияко
- 来年45周年、都はるみの歌唱説明 (яп.). Oricon (28 февраля 2007). Дата обращения: 3 августа 2017.
- 都はるみ、24年ぶり“女優復帰”で母への想い語る (яп.). Oricon (8 марта 2008). Дата обращения: 3 августа 2017.
- 都はるみに春の紫綬褒章「歌を続けていてよかった」 (яп.). Oricon (28 апреля 2010). Дата обращения: 3 августа 2017.
- 都はるみ、復帰コンサートで涙 本番前は不安で「死にたいと思った」 (яп.). Oricon (22 февраля 2013). Дата обращения: 3 августа 2017.
- 都はるみ、“第2のふるさと”伊豆大島に義援金寄付 (яп.). Oricon (13 февраля 2014). Дата обращения: 3 августа 2017.